# Drumul expres Turda-Dej
Drumul Expres Turda-Dej, cu indicativul DEx4, este un drum expres parțial construit în România, proiectat să unească Autostrada A3 de municipiul Dej în județul Cluj. Va avea o lungime estimată de aproximativ 70 de kilometri și este planificat să fie finalizat până în anul 2030. Proiectul include și construcția unei variante de ocolire pentru orașul Dej, precum și reabilitarea unor drumuri naționale importante din zonă.
Pe 10 iulie 2025 a fost inaugurat primul tronson al drumului, o porțiune de aproximativ 5 km între A3 și DN1, în apropiere de localitatea Tureni.

## Istoric
În iulie 2023, firma Dimex2000 a fost desemnată câștigătoarea contractului pentru construcția primului tronson de aproximativ 5 km, între Autostrada A3 (lângă Petreștii de Jos, Cluj) și DN1 (lângă Tureni, Cluj). La momentul respectiv, termenul de finalizare era estimat pentru decembrie 2024, însă contractul prevedea cel târziu luna februarie 2025.
Începerea efectivă a lucrărilor a avut loc în septembrie 2023. Această porțiune a fost proiectată pentru a facilita traficul de tranzit între Autostrada A3 și DN1, evitând astfel congestionarea municipiului Turda și îmbunătățind accesul către Cluj-Napoca.
Deși tronsonul urma să fie inaugurat în decembrie 2024, stadiul lucrărilor la momentul respectiv se afla la doar 72%, astfel încât a fost anunțat un nou termen, 17 mai 2025. Totuși, nici acest termen nu a fost respectat, inaugurarea drumului având loc pe 10 iulie 2025.